# Дембеле, Карамоко
Карамоко Кадер Дембеле (англ. Karamoko Kader Dembélé; 22 февраля 2003, Лондон, Англия) — английский и шотландский футболист, вингер клуба «Куинз Парк Рейнджерс».
Дембеле родился в Лондоне в семье выходцев из Кот-д’Ивуара. Когда ему исполнился год, семья переехала в Глазго.

## Клубная карьера
Воспитанник клуба «Селтик». 19 мая 2019 года в матче против «Харт оф Мидлотиан» он дебютировал в шотландской Премьер-лиге, в возрасте 16 лет. В своём дебютном сезоне Дембеле стал чемпионом и обладателем Кубка Шотландии.

## Достижения
«Селтик»
- Чемпион Шотландии (2): 2019/20, 2021/22
- Обладатель Кубка Шотландии: 2018/19